# 청춘 아미고
세이슌 아미고(青春アミーゴ 청춘 아미고[*])는 NTV 드라마 노부타 프로듀스에 출연한 카메나시 카즈야와 야마시타 토모히사의 기간 한정 유닛 슈지와 아키라의 처음이자 마지막 싱글이다.
발매 당시, 카메나시 카즈야는 CD 데뷔를 하지 않은 상태여서, 본작이 첫 CD데뷔가 되었다.
일본에서는 총162만 장이 팔려 밀리언 셀러를 기록, 2005년을 대표하는 곡이 되었다. 이후 스웨덴, 중화민국에서는 통상 반이 발매되었다.

## 수록곡

### 초회 한정반
1. 청춘 아미고 (春アミーゴ)
  - 작사 : zopp / 작곡·편곡 : Shusui, Fredrik Hult, Jonas Engstrand, Ola Larsson
  - 곡 설명: NTV 드라마 노부타 프로듀스의 주제가으로, 제78회 선발 고교 야구 대회 입장 행진곡으로 기용되기도 했다. 데모 단계에서의 제목은 "타오르미나의 아름다운 하늘"로 이탈리아 시칠리아의 섬에 있는 도시인 타오르미나를 무대로 한 가사였지만, 이후에 일본의 시골을 무대로 한 내용으로 수정되었다.[2] 당시 두 사람이 속한 그룹의 음악과는 구별을 분명히 하여, 1980년대 초 자니즈 아티스트의 아이돌가요를 방불케하는 곡으로 폭 넓은 연령층에지지를 받았다.[3]
2. 컬러풀 (カラフル) - 야마시타 토모히사 솔로곡.
  - 작사 : 야마시타 토모히사 / 작곡 : 모리모토 고우스케 / 편곡 : 소가와 토모지
  - 곡 설명: TBS 드라마 드래곤 사쿠라 삽입곡. 드라마를 제작한 TBS측에서 제의를 받아 극중에서 맡은 역할인 "야지마 유스케"에서 힌트를 얻어 가사를 쓴 곡이다.[4] 당시 드라마 방송때는 CD 화는 미정이였지만, 이후 본작에 수록되었다.
3. 인연 (絆) - 카메나시 카즈야 솔로곡.
  - 작사 : 카메나시 카즈야 / 작곡·편곡 : 마카이노 코우지
  - 곡 설명: NTV 드라마 고쿠센 2 삽입곡. CD에 수록된 카메나시 카즈야의 첫 솔로곡이다.

### 통상 반
1. 청춘 아미고 (春アミーゴ)
2. 인연 (絆) - 카메나시 카즈야 솔로곡.
3. 컬러풀 (カラフル) - 야마시타 토모히사 솔로곡.
4. 청춘 아미고 (春アミーゴ) - 오리지널 가라오케
5. 인연 (絆) - 오리지널 가라오케
6. 컬러풀 (カラフル) - 오리지널 가라오케

## 각종 기록
- 오리콘 첫 등장 1위 기록. 2005년도 초동 판매량으로는 Mr.Children의 〈4차원 Four Dimensions〉에 이은 2위. 텔레비전 드라마의 캐릭터의 선두 획득은 아사카 유이·오오니시 유카·나카무라 유마에 의한 카자마 세자매의 〈Remember〉, 나가세 토모야에 의한 사쿠라바 유이치로의 〈외톨이의 칫솔〉에 이어 사상 3번째이다.
- 2006년 1월 16일 오리콘 차트에서 다시 1위를 탈환했다. 8주만에 오리콘 1 위 복귀는 SMAP의 〈세상에 하나 뿐인 꽃〉(39주), 마츠다 세이코의 〈유리의 사과 / SWEET MEMORIES〉(11주)에 이어 역대 3위 기록이다.
- 발매 4일 만에 100만 장 출하 돌파.[5] 발매 3주 만에 2005년도 연간 싱글랭킹 1위 차지했다. 발매 4주차에는 오리콘에서 밀리언셀러를 기록했다.
- 2005년, 2006년 오리콘 연간 싱글랭킹에서 2년 연속 연간 TOP3 진입.
- 《M-ON! Countdown 100》에서 발표한 2005년, 2006년 연간 랭킹 1위. 이 랭킹에서 2년 연속 같은 곡의 선두는 사상 처음이다.
- 2016년 6월 기준으로, 21세기에 발매된 싱글로는 SMAP의 〈세상에 하나 뿐인 꽃〉Akb48의 < 안녕 크롤 >,< 한여름의 Sounds good!>, < 플라잉 겟 > 에 이은 다섯 번째의 판매량을 기록하고 있다.

## 차트 최고 순위·수상
- 주간 1위 (오리콘)
- 주간 1위 (Five Music)
- 주간 41위 (hitlistan.se)
- 2005년 11월도 월간 1위 (오리콘)
- 2005년 12월도 월간 1위 (오리콘)
- 2006년 1월도 월간 4위 (오리콘)
- 2006년 2월도 월간 12위 (오리콘)
- 2005년도 연간 1위 (오리콘)
- 2006년도 연간 3위 (오리콘)
- 밀리언 (2005년 일본 레코드 협회 인증)
- 올해의 노래 (2005년 제20회 일본 골드 디스크 대상)